# حرة خيبر

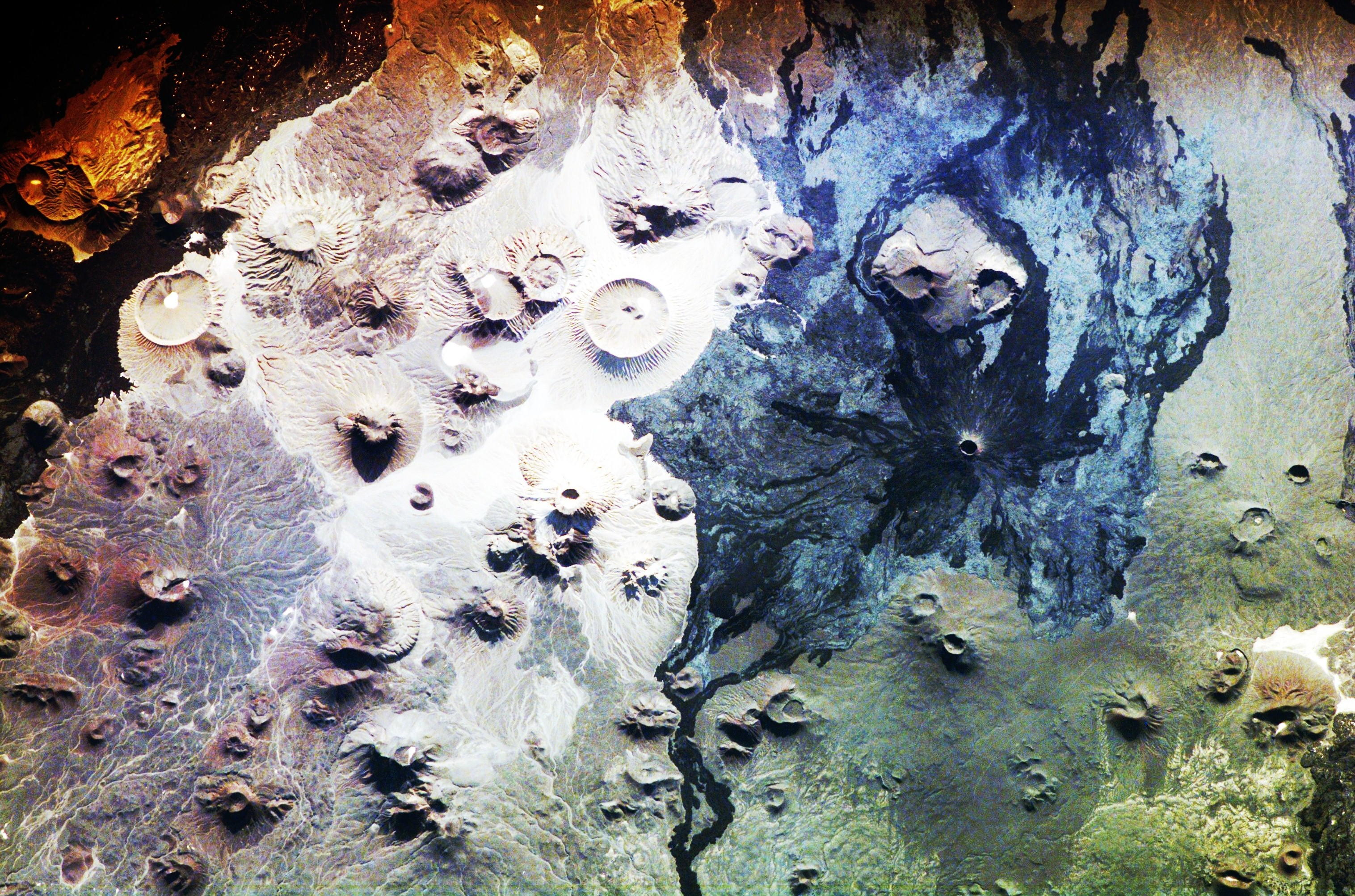
صورة من الفضاء لحرة خيبر بتاريخ 31 مارس عام 2008م

حرة خيبر عبارة عن حقل بركاني يقع في شمال المدينة المنورة؛ غرب السعودية. ويعتبر واحداً من أكبر الحقول البركانية في السعودية، حيث يغطي مساحة تقدر بـ14,600 كم2.